# Angel Sanctuary
Angel Sanctuary (天使禁猟区 Tenshi Kinryōku?) es una serie de manga y anime creada por Kaori Yuki. El manga consta de 20 volúmenes y fue publicado originalmente en la revista Hana to Yume publicada por Hakusensha. El manga fue llevado al anime en tres OVAS que resumen los cuatro primeros tomos del manga; se pensó en crear una introducción al manga más que en crear una historia completa, debido a esto la versión animada queda en suspenso y sin planes de ser continuada. Tanto el manga como el anime tienen contenido no recomendado para menores.
El manga está disponible en español, publicado en España por Mangaline y en México por el Grupo Editorial Vid. También se encuentra disponible en inglés, publicado por Viz Communications y en Brasil e Italia por Panini Comics y una edición en chino, publicada por Tongli Publishing.
También ha sido lanzada una serie de CD drama basados en el manga.

## Argumento
En la serie Asshiah (Tierra) y los niveles más altos del infierno son espejo una de la otra. Mientras la humanidad contaminaba y destruía la Tierra, el infierno también comenzó a debilitarse. Aprovechándose de que el creador, Dios, duerme para recolectar su energía y de la debilidad de sus enemigos, los ángeles comienzan una guerra en contra del infierno. Los corruptos ángeles que pelean en la guerra cometen crímenes y asesinatos bajo el nombre de Dios, lo que está en contra de la moral de Alexiel, uno de los seres más altos de la existencia, tercero solamente a Dios mismo y al hombre primordial conocido como Adán Kadamon. Ella es, en rango, igual que su hermano gemelo, el Ángel Inorgánico Rosiel. Alexiel siente que los demonios son incluso más puros, ya que ellos no ponen como excusa la pureza para cubrir sus crímenes. Alexiel entonces se une al bando del infierno y declara una rebelión oficial contra Dios.
Por sus crímenes, Alexiel es sentenciada al más severo castigo dado a los caídos. Su cuerpo y su alma son separados. Su cuerpo queda congelado en un ángel de cristal, encerrado en las más lejanas profundidades del cuarto círculo de seguridad del cielo Machonon y su alma es sentenciada a reencarnar dentro de un humano, muriendo cada vez de forma violenta y dolorosa, para reencarnarse de nuevo y repetir el mismo final una y otra vez.
En la serie se ha reencarnado en Setsuna Mudo, un problemático estudiante de preparatoria que está enamorado de su hermana menor, Sara, desde su infancia. Su madre no es partidaria de esa relación y los separa. La única persona que apoya a Setsuna es Kira, su mejor amigo. Aun así, la pareja sigue su vida ignorando a los demás, hasta que aparecen dos demonios: Kurai y Arakne, que tratarán de convencer a Setsuna de que él no es un humano, que en realidad es la reencarnación de Alexiel, el Ángel Orgánico. Por el amor a Sara, Setsuna arriesgará su propia vida en incontables ocasiones recorriendo el infierno y el cielo para salvar el alma de su amada y volver juntos al mundo humano.

## Personajes
- Setsuna Mudo (無道 刹那 Mudo Setsuna; Seiyu: Kenji Nojima)

Es la actual reencarnación de Alexiel. Setsuna conserva muchos de sus poderes astrales y es muy resistente a las heridas. Al igual que las otras reencarnaciones de Alexiel, Setsuna está condenado a tener una vida miserable, un amor trágico e imposible y una muerte lenta y dolorosa. Sin embargo, el ciclo se rompe parcialmente cuando Nanatsusaya mata a la encarnación anterior de Alexiel y se destruye totalmente cuando Sara, la hermana menor de Setsuna, muere en su lugar. Él está muy enamorado de Sara y su madre le teme y odia por esto. No posee recuerdos de sus encarnaciones previas y al principio se resiste al papel de “salvador”, deseando solamente proteger su felicidad y la de Sara. Conforme la serie progresa, Setsuna madura y eventualmente supera en sabiduría a la misma Alexiel. Aunque es testarudo, rebelde e impulsivo, tiene un buen corazón y es ferozmente leal a sus amigos.
- Sara Mudo (無道 紗羅 Mudo Sara; Seiyu: Ayako Kawasumi)

Es la hermana menor de Setsuna, y conforme avanza la serie se revela que es en realidad la reencarnación del alma del Gran Querubín Jibril (Gabriel). Jibril era uno de los Cuatro Ángeles Elementales, el ángel del agua, y se oponía a las acciones de Sevotharte como primer ministro. Para dejar a Jibril fuera del camino, Sevotharte la paralizó con una aguja y envió su alma a la Tierra, de modo que ella pudiera servir forzosamente como ángel guardián de Setsuna. Cuando Sara muere, su alma es llevada al cielo por Zahikel para estudiar su inusual firma espiritual. Cuando Metatron remueve la aguja de Sevi de la nuca de Jibril, el alma de Sara despierta en ella, ciega, estado en que permanece hasta que la curan los poderes del agua de Jibril. Decidido a deshacerse de ella, Sevotharte la encierra en una habitación en espera del juicio donde deberán condenarla a muerte, al mismo tiempo que es un señuelo para atraer a Setsuna. Su alma vuelve a su cuerpo original gracias a Raphael. Sara tiene un corazón puro e inocente, pero también tiene un temperamento feroz.
- Alexiel (Seiyu: Ai Orikasa)

El Ángel Orgánico Alexiel es uno de los más poderosos ángeles en el cielo y tiene tres alas. Adam Kadamon la creó antes de que ser encerrado por Dios en Etemenanki. Alexiel es la hermana mayor de su hermano gemelo Rosiel, el cual es su contraparte inorgánica. Cuando nacieron solo Alexiel poseía un cuerpo completo siendo por ende el Ángel Orgánico mientras que Rosiel no poseía un cuerpo solo el alma. Alexiel, quien amaba a su hermano como si fuera su propia carne y sangre, hizo pacto con el Dios, de modo que él permitiera que ella diera a Rosiel un cuerpo. Como condición, Dios le exigió nunca hablar con su hermano, permanecer alejada de él y nunca revelarle sus verdaderos sentimientos (su amor). Ella aceptó los términos y le fue entregado un cuerpo a Rosiel; Alexiel fue encarcelada en el Edén.
Cuando Lucifer se rebela contra Dios, libera a Alexiel del Edén. Una vez libre, Alexiel se puede dar cuenta de en lo que se ha convertido el cielo mientras ella estaba encarcelada y disgustada por las prácticas corruptas del cielo, se rebela contra Dios uniéndose a las fuerzas de la Princesa Kurai en el infierno. Aunque amaba a Rosiel, le selló dentro de la Tierra. Después de esto, Alexiel es aprisionada por el ejército del cielo y puesta en juicio por sus acciones. En castigo por su traición, su alma es separada de su cuerpo, condenada a reencarnar eternamente dentro del cuerpo de un ser humano en la Tierra y cada una de sus vidas debe de ser miserable y debe morir de una forma cruel y lenta. Su encarnación actual es Setsuna Mudo.
- Sakuya Kira (吉良 朔夜 Kira Sakuya; Seiyu: Takehito Koyasu, Fujiko Takimoto (niño)

Sakuya era un chico que podía haber sido de lo más normal, alegre, inteligente, el orgullo de sus padres; hasta el día en que a la edad de los 7 años, tuvo un accidente de auto. Su madre muere intentando protegerlo con su propio cuerpo. Él mismo morirá, pero Nanatsusaya, la espada divina de siete almas, aparece frente a él y le ofrece un contrato: su alma y su cuerpo a cambio de una última voluntad. Kira deseó leer y estudiar mucho, y también hacerse detestar por su padre para no hacerle sufrir, cuando vuelva a morir. Kira se convirtió en un pequeño insolente e irrespetuoso, que bebía y fumaba, a pesar de lo cual tenía los resultados escolares muy buenos, realizando así los votos del verdadero Kira. Sin embargo, todos sus esfuerzos no consiguieron hacerse odiar por su padre.
Desde el momento del contrato Nanatsusaya tomó posesión de su cuerpo y asimiló en él el alma de Kira. La espada divina buscó la reencarnación de Alexiel durante 11 años y se hizo el mejor amigo de Setsuna, en previsión del día que Alexiel se despertaría. Luego es revelado que Sakuya es la encarnación del alma de Lucifer. El cuerpo de Kira Sakuya y la personalidad de Nanatsusaya mueren a manos de Rosiel. Al despertar, Lucifer conserva la memoria de Kira, pero no siente nada por Setsuna y sus amigos y los combate bajo las órdenes de Rosiel.
- Rosiel (Seiyu: Susumu Chiba en la OVA, Nozomu Sasaki en Drama CD)

El Inorgánico Ángel Rosiel es el hermano gemelo menor de Alexiel. Originalmente era bueno, amable y benevolente, pero pierde la cordura y se vuelve destructivo. Le pidió a Alexiel que lo matara antes de que su locura llegara a más, pero debido al amor que Alexiel sentía hacia él no pudo hacerlo y en su lugar lo selló en la Tierra. Rosiel está obsesionado con su belleza: pregunta frecuentemente si es hermoso cuando pierde la cordura. Todos lo llaman hermoso excepto Alexiel. La razón detrás de esta obsesión es porque Rosiel nació como una vieja y horrible criatura. Su cuerpo no envejece; en su lugar con el paso del tiempo él se vuelve más y más joven. Rosiel constantemente trata de matar a Setsuna para recuperar a Alexiel y obtener su amor.
- Datos: Q531892
- Multimedia: Angel Sanctuary / Q531892